# Ranggen
Ranggen é um município da Áustria, situado no distrito de Innsbruck-Land, no estado do Tirol. Tem 6,98 km² de área e sua população em 2019 foi estimada em 1.094 habitantes.